# Gini Reticker
Virginia „Gini“ Reticker (* 20. Jahrhundert) ist eine Filmproduzentin, Filmregisseurin und Dokumentarfilmerin.

## Karriere
Reticker begann im Jahr 1987 im Filmstab zu arbeiten, wobei sie als Filmeditorin bei dem Dokumentarfilm Fire from the Mountain mitwirkte. Anschließend gab sie ihr Regiedebüt bei dem Film The Heart of the Matter wofür sie beim Sundance Film Festival eine Nominierung für den „Grand Jury Prize“ erhielt und ihr der „Freedom of Expression Award“ überreicht wurde. Für ihre Beteiligung an dem Dokumentarkurzfilm Asylum erhielt sie mit Sandy McLeod bei der Oscarverleihung 2004 eine Oscarnominierung in der Kategorie „bester Dokumentar-Kurzfilm“. Die Auszeichnung erhielt jedoch Maryann DeLeo für ihren Beitrag Chernobyl Heart. Des Weiteren wurde Reticker beim Sundance Film Festival mit dem „Short Filmmaking Award – Honorable Mention“ ausgezeichnet.
Im Jahr 2005 erhielt sie für ihre Beteiligung an der Episode Ladies First der Fernsehserie Wide Angle einen News & Documentary Emmy Award. Eine Nominierung bei den Primetime Emmy Awards erhielt sie im gleichen Jahr für A Decade Under the Influence. Mit dem Dokumentarfilm Pray the Devil Black to Hell aus dem Jahr 2008, hielt sie die Frauenbewegung fest, die für den Frieden in Liberia protestierten.
Reticker gründet 2007 mit Abigail Disney die Firma Fork Films.

## Filmografie (Auswahl)

### Regisseurin
- 1994: The Heart of the Matter
- 2004: In the Company of Women
- 2008: Pray the Devil Back to Hell
- 2015: The Trials of Spring

### Produzentin
- 2000: The Changing Face of Beauty
- 2003: Asylum
- 2003: A Decade Under the Influence
- 2009: P.O.V. (Fernsehserie, Episode The Betrayal (Nerakhoon))
- 2015: Hot Girls Wanted
- 2015–2016: Independent Lens (Fernsehserie, 2 Episoden)